# Imperio asante
El Imperio asante, Imperio ashanti (en twi de Asante, Asanteman) fue un imperio y reino creado por los ashanti o asantes, etnia perteneciente al grupo de los akan, desde 1701 hasta 1957. Ocupó las tierras cercanas a la Costa de Oro, en el África Occidental, en lo que hoy es Ghana. Se expandió desde Ashanti hasta incluir la región de Brong-Ahafo, la región central, la región oriental y la región occidental de la actual Ghana, así como algunas partes de Costa de Marfil y Togo. Gracias a su destreza militar, riqueza, arquitectura, su sofisticada jerarquía y la cultura del imperio, el Imperio asante ha sido ampliamente estudiado y cuenta con más libros escritos por autores europeos, principalmente británicos, que cualquier otra cultura indígena del África subsahariana. 
A partir de finales del siglo XVII, el rey asante Osei Tutu (aprox. 1695 - 1717) y su consejero Okomfo Anokye establecieron el Reino Ashanti, con el Taburete dorado de Asante como único símbolo de unidad. Osei Tutu supervisó una masiva expansión territorial asante, fortaleciendo el ejército mediante la introducción de una nueva organización y convirtiendo a un disciplinado ejército real y paramilitar en una eficaz máquina de combate. En 1701, el ejército asante conquistó la nación de Denkyira, dando a los asante acceso al Golfo de Guinea y al comercio costero del Océano Atlántico con europeos, especialmente los holandeses. La economía del Imperio Ashanti se basaba principalmente en el comercio de oro y las exportaciones agrícolas, así como en la trata de esclavos, la artesanía y el comercio con mercados más al norte.
El ejército servía como una herramienta eficaz para conseguir cautivos. El Imperio asante libró varias guerras con reinos vecinos y tribus menos organizadas, como los fante. Los asante derrotaron las invasiones del Imperio Británico en las dos primeras de las cuatro guerras anglo-asantes, dando muerte al general del ejército británico Sir Charles MacCarthy y conservando su cráneo como una copa con borde de oro en 1824. Gracias a las mejoras británicas en tecnología armamentística, los británicos lograron quemar y saquear la capital asante, Kumasi, y tras la derrota final de los asante en la quinta guerra anglo-asante el imperio asante pasó a formar parte de la colonia de la Costa de Oro el 1 de enero de 1902.
En la actualidad, el reino asante sobrevive como un estado tradicional subnacional protegido por la Constitución en unión con la República de Ghana. El actual rey del reino asante es Otumfuo Osei Tutu II Asantehene. El reino asante alberga el lago Bosumtwi, el único lago natural de Ghana. Los ingresos económicos actuales del estado proceden principalmente del comercio de lingotes de oro, cacao, nueces de cola y la agricultura.

## Historia
Los akan crearon su primer Estado en el siglo XIII. En el siglo XVII los akan fundaron tres reinos en el interior de lo que hoy es Ghana: Denkyira, Akyem y Akwamu. Estos reinos, enfrentados entre sí, hacían frontera con los pequeños Estados ashanti, llamados oman, que estaban dirigidos por un jefe o hene. 
La presencia europea en la región comenzó con la erección del fuerte de San Jorge de la Mina, construido en la costa por los portugueses en 1482, a la que siguió la del de Santo Antonio de Axim (actual Axim) en 1486. Los holandeses, por su parte, después de haber obtenido en 1612 el permiso de los jefes locales en el Tratado de Asebu, levantaron el fuerte Nassau, cerca de Mouri; en 1637 se apoderaron también del fuerte portugués y mantuvieron su influencia en la zona mediante nuevos acuerdos, como el Tratado de Butre de 1656. Los suecos empezaron a hacer acto de presencia en 1653 con la construcción de Fort Christiansborg y los daneses, en 1658.

### sigloXVIII

#### Política expansionista
A finales del XVII los oman se confederaron bajo el hene Osei Tutu, que gobernaba el oman de Kumasi. En Akwamu, Osei Tutu consiguió armas de fuego europeas, con las que se enfrentó a Denkyra en 1700. Luego de la batalla de Feyiase (1701), la confederación asante reemplazó a Denkyira como potencia dominante en la región, y los holandeses empezaron a pagar tributo a los asantes por su colonia de Elmina. Los neerlandeses normalmente pagaban dos onzas de oro al mes al Estado asante como tributo. Osei Tutu murió en torno a 1717, comenzados los combates con los otros dos reinos, que sucumbieron en la década de 1730, naciendo el imperio de los asantes o ashanti.
El imperio continuó expandiéndose hacia el norte, con el objetivo de controlar las rutas comerciales. En 1724 había acabado ya con Bono, otro reino de los akan, tras lo cual los asantes se enfrentaron a Gonja y Dagomba, reinos regidos por otros grupos étnicos. Vencieron gracias al poder que les otorgaban sus armas de fuego, tecnología desconocida en la región. Sin embargo, en 1765 el imperio fue derrotado por los reinos de los fantei merced al apoyo británico.

### sigloXIX

#### Máxima expansión asante
Los asantes tenían un gran ejército, compuesto por unos cuarenta o cincuenta mil infantes a mediados del siglo XVIII. De estos, solo el 20 o 30 % provenían de Kumasi y el resto lo aportaban las tribus vencidas y aliadas (amantoo). Estaban armados con mosquetes obsoletos, aunque contaban con una estructura de mando eficiente y centralizada (asanthene).

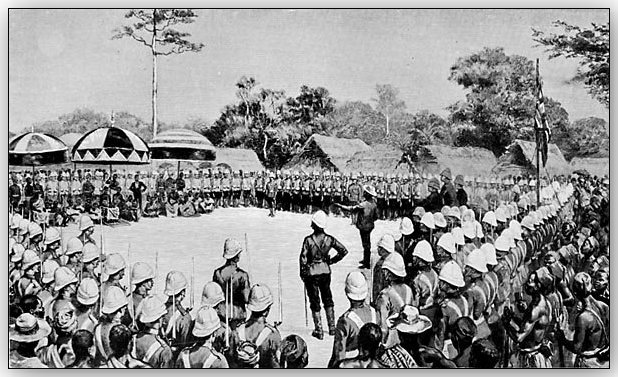
Sumisión de Kwaku Dua Prempeh a los británicos en 1896.

Entre 1806 y 1807, el Imperio asante volvió a enfrentarse a los fanti, absorbiéndolos, lo que se consolidaría tras un posterior enfrentamiento en 1811; el imperio obtuvo una nueva victoria en el enfrentamiento contra la alianza akim-akwapim de 1814-16. Este hecho le permitió entrar en contacto con las potencias coloniales europeas. A partir de entonces se sucedieron una serie de conflictos entre los británicos, los daneses, los holandeses y los asantes, con resultados diversos. En 1817 la Compañía Africana de Comerciantes del Reino Unido firmó un tratado de amistad que reconocía la soberanía asante sobre gran parte de la costa. Joseph Dupuis ejerció como primer cónsul británico en Kumasia partir de marzo de 1820. Sin embargo, las disputas sobre las fronteras entre el Imperio asante y la colonia británica dieron lugar a la primera guerra anglo-asante, que se libró entre 1823 y 1831; las partes alcanzaron finalmente un acuerdo por el que aceptaban fijar la frontera en el curso del río Pra. En 1867 el Gobierno británico abolió la Compañía de Comerciantes Africanos y se apropió de las tierras que poseía a lo largo de la costa. Posteriormente se disputaron nuevas contiendas entre los asantes y los británicos: la segunda guerra anglo-asante (1863-1864) y en la tercera (1873-1874). En esta última, las tropas asantes trataron de apoderarse de la ciudad de Elmina, ubicada en la antigua Costa de Oro neerlandesa y que en 1872 había pasado de manos neerlandesas a británicas, y que era reclamada por los asantes. En enero de 1874, el resultado de las batallas de de Amoaful y Ordashu les permitió a los británicos adueñarse de la zona; terminaron por entrar en la capital asante, Kumasi, la saquearon y establecieron en ella una guarnición.

Situación territorial en el África occidental hacia 1875, con la extensión de las colonias europeas y el Estado asante.

#### Tratado de Fomena
Tras esta victoria británica, el monarca asante firmó con los vencedores el Tratado de Fomena el 13 de febrero de 1874, por el que se comprometía a mantener la paz entre el Reino asante y el Imperio británico, a compensar económicamente por los gastos ocasionados por las anteriores guerras y a cesar de atacar los intereses británicos en la región. A partir de ese momento, el imperio perdió parte del control político y algunos de sus territorios se independizaron.

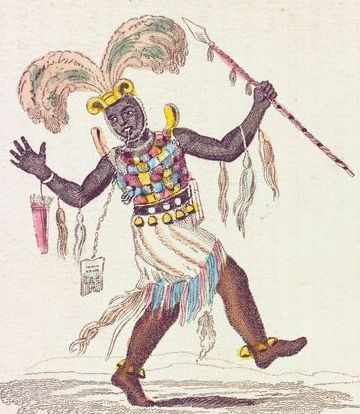
Un general asante hacia 1819.

En 1888 el hene Kwaku Dua Prempeh trató mediante distintas iniciativas de restablecer la influencia política del imperio, más allá de los términos del Tratado, pero fue en vano. El 29 de junio de 1895, el secretario de Estado británico para las colonias Joseph Chamberlain juzgó que la independencia de Asante era una «molestia intolerable», en un momento de riesgo de guerra con Francia, que complicaba la tarea de asegurar el dominio británico sobre la Costa de Oro, mientras los franceses aumentaban su presencia al oeste del Reino asante. Francia buscaba una alianza con Kwaku Dua Prempeh, pero este no estaba interesado en ella, pues solamente quería la paz con los británicos para que estos ayudaran en la prosperidad de los asantes. No obstante, Chamberlain amenazó con ordenar una incursión militar el 21 de noviembre de 1895 para someterlos si no cumplían con los pagos del Tratado de Fomena. Finalmente, esto sucedió después de que Premeh I enviara una comitiva de paz para negociar con el Reino Unido. La delegación, enviada a parlamentar con la reina Victoria del Reino Unido, permaneció seis meses en Inglaterra sin que el Gobierno británico les concediera audiencia. En 1896, tras la llamada cuarta guerra anglo-asante, el imperio se rindió, cesó la resistencia y Prempeh I fue arrestado. El 1 de enero de 1897, Prempeh I y parte de su Corte fueron deportados a Sierra Leona y más tarde a las Seychelles.

### sigloXX

#### Guerra del Trono de Oro

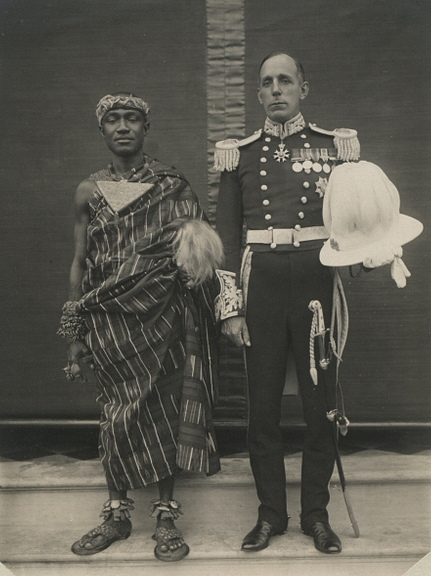
El rey asante Premeh II y Arnold Hodson, el representante británico, en la ceremonia de coronación, el 31 de enero de 1935.

El 25 de marzo de 1900, el representante británico, Frederick Mitchell Hodgson, anunció que el país asante seguía debiéndole a la Corona británica la compensación económica del Tratado de Fomena, y que, estando el rey en el exilio, la autoridad británica pasaba a ejercer el poder. La Corte asante, que no había sido exiliada a las Seychelles, organizó una ofensiva contra las fuerzas británicas instaladas en Kumasi. El ataque lo encabezó la reina asante Yaa Asantewaa, reina-madre del oman de Ejisu. Desde el 28 de marzo de 1900 hasta septiembre de ese mismo año, se sucedieron los enfrentamientos entre las tropas británicas y asantes, dando lugar a la llamada guerra del Trono de Oro. La victoria británica concluyó con la deportación a las Seychelles de Asantewaa y otros dirigentes asantes.

#### Disolución
En enero de 1902, los británicos finalmente anexaron el territorio asante a su colonia de la Costa de Oro británica, permitiendo la continuidad de la nación asante bajo la forma del Protectorado asante. Yaa Asantewaa murió en el exilio en las Seychelles el 17 de octubre de 1921. El rey Premeh I pudo regresar del exilio en diciembre de 1924, tras organizarse iniciativas para que se autorizara su regreso, como la Asante Kotoko Union; falleció, sin embargo, el 12 de mayo de 1931. Su sucesor, Prempeh II, consiguió restablecer el consejo real asante en 1933 y recuperó nominalmente el trono el 31 de enero de 1935. En 1937 las autoridades coloniales le concedieron la Orden del Imperio Británico.
El país fue integrado en Ghana en 1957 bajo el mandato del rey Prempeh II, junto al resto de los territorios de la Costa de Oro británica y la Togolandia británica.